# 藤本祐介
藤本 祐介（ふじもと ゆうすけ、1975年7月22日 - ）は、日本の男性キックボクサー。京都府出身。南京都卒業後MONSTER FACTORY所属。正道会館京都支部に入門し、後にプロとしてK-1に転向。
がむしゃらにパンチを振り回すことから、「JAPANのブンブン丸」と呼ばれている。4トンのバスを引っ張る事が出来るパワーから繰り出される、強靭なパンチとキックが武器。
K-1戦士養成学校モンスターファクトリーオーディションの1期生であり、かつてノブ・ハヤシ、鈴木政司と共に「K-1 JAPAN モンスターパワーズ」というユニットを結成していた。

## 来歴
2006年6月3日、K-1 WORLD GP 2006 in SEOULで優勝。デビュー10年目にして初めてGP開幕戦への切符を手に入れた。なお、K-1の海外予選で日本人が優勝したのは藤本が初めてである。
2006年9月30日、K-1 WORLD GP 2006 in OSAKA 開幕戦でアーネスト・ホーストと対戦。左右のフックで果敢に飛び込むも、カウンターのローキックを浴びせられ3RKO負け。
2007年3月4日、K-1 WORLD GP 2007 IN YOKOHAMAで武蔵を延長の末に左ハイキックでKOし、4年前のK-1 JAPAN GPの借りを返した。
2007年4月28日、K-1 WORLD GP 2007 in HAWAIIにおいて、バダ・ハリとK-1ヘビー級（100kg以下）初代王者決定戦を行ない、圧倒的な差を見せ付けられ、左ハイキックで1RKO負け。
2007年8月5日、K-1 WORLD GP 2007 IN HONG KONGで開催されたASIA GPに出場。1回戦では石洪堅に3R判定勝ち、準決勝では金泰泳にKO負けしたものの、金のドクターストップにより決勝進出。決勝では王強と対戦、KO勝ち。ASIA GPの2連覇を達成した。
2007年9月29日、K-1 WORLD GP 2007 IN SEOUL FINAL16で澤屋敷純一と対戦。1Rに左フックで鼻から出血させた。しかし、その後はカウンターやストレートを喰らい続け、数度のダウンを喫した。3R、スタミナが切れ3ダウンを奪われてKO負け。
2008年4月13日、K-1 WORLD GP 2008 IN YOKOHAMAで極真空手世界王者エヴェルトン・テイシェイラと対戦。延長2Rに3度のダウンを奪われKO負け。この試合で右腕を骨折した。
2010年12月11日、K-1 WORLD GP 2010 FINALのスーパーファイトで引退試合を行い、ヘスディ・カラケスと対戦。1RにローキックでKO負け。

## 人物
- 1日6時間、毎日休まず毎日練習を続けている。しかし、こうした妥協を許さない性格が災いしたのか、K-1デビュー後程なくして、頭髪および眉毛を失った。しかし、本人はさほどこのことを気にかけておらず、逆に、スキンヘッド姿が藤本の特徴となった。また、眉毛が再び生えたことを自身のブログの中で喜んでいた。
- 以前は整体師として生計を立てていたが（ブログで白衣姿を披露したこともある）、現在は整体の仕事を辞めている。
- 無名時代に永谷園「カルシウムふりかけ」のCMに出演したことがある。
- 2009年12月に本格的に出張整体を始める。
- 一時はミドル級のK-1 WORLD MAXに参戦を目指し大幅に減量するも74kgから体重が落ちなくなり、断念したという。

## 戦績

### K-1・キックボクシング
| キックボクシング 戦績 | キックボクシング 戦績 | キックボクシング 戦績 | キックボクシング 戦績 | キックボクシング 戦績 | キックボクシング 戦績 | キックボクシング 戦績 |
| --------------------- | --------------------- | --------------------- | --------------------- | --------------------- | --------------------- | --------------------- |
| 43 試合               | (T)KO                 | 判定                  | その他                | 引き分け              | 無効試合              |                       |
| 26 勝                 | 11                    |                       |                       | 0                     | 1                     |                       |
| 16 敗                 |                       |                       |                       | 0                     | 1                     |                       |

| 勝敗 | 対戦相手                                     | 試合結果                                      | 大会名                                                                             | 開催年月日     |
| ×    | ヘスディ・カラケス                           | 1R 1:41 KO（右ローキック）                    | K-1 WORLD GP 2010 FINAL 【スーパーファイト：藤本祐介引退試合】                     | 2010年12月11日 |
| ○    | 濱田順平                                     | 3R終了 判定                                   | 日韓親善国際格闘技大会 GLADIATOR 岡山大会【K-1ルール】                             | 2009年11月3日  |
| ×    | エヴェルトン・テイシェイラ                   | 延長2R 2:01 KO（3ノックダウン：右ストレート） | K-1 WORLD GP 2008 IN YOKOHAMA                                                      | 2008年4月13日  |
| ×    | 澤屋敷純一                                   | 3R 1:33 KO（戦意喪失）                        | K-1 WORLD GP 2007 IN SEOUL FINAL16 【1回戦】                                       | 2007年9月29日  |
| ○    | 王強（ワン・チャング）                       | 1R 2:49 KO（右フック）                        | K-1 WORLD GP 2007 IN HONG KONG 【K-1 ASIA GP 決勝】                                | 2007年8月5日   |
| ×    | 金泰泳                                       | 2R 1:59 KO（膝蹴り）                          | K-1 WORLD GP 2007 IN HONG KONG 【K-1 ASIA GP 準決勝】                              | 2007年8月5日   |
| ○    | 石洪堅（シュ・ホンジャン）                   | 3R終了 判定3-0                                | K-1 WORLD GP 2007 IN HONG KONG 【K-1 ASIA GP 1回戦】                               | 2007年8月5日   |
| ×    | バダ・ハリ                                   | 1R 0:56 KO（左ハイキック）                    | K-1 WORLD GP 2007 in HAWAII 【K-1ヘビー級タイトルマッチ】                          | 2007年4月28日  |
| ○    | 武蔵                                         | 延長R 1:23 KO（左ハイキック）                 | K-1 WORLD GP 2007 IN YOKOHAMA 【K-1ヘビー級タイトルマッチ挑戦者決定戦】            | 2007年3月4日   |
| ×    | フレディ・ケマイヨ                           | 3R 2:35 KO                                    | K-1 Czech 2006 Heaven or Hell                                                      | 2006年12月16日 |
| ×    | アーネスト・ホースト                         | 3R 2:09 KO（右ローキック）                    | K-1 WORLD GP 2006 in OSAKA 開幕戦                                                  | 2006年9月30日  |
| ○    | ボビー・オロゴン                             | 3R終了 判定3-0                                | K-1 REVENGE 2006 K-1 WORLD GP 2006 in SAPPORO 〜アンディ・フグ七回忌追悼イベント〜 | 2006年7月30日  |
| ○    | キム・ミンス                                 | 2R 0:23秒 KO（右フック）                      | K-1 WORLD GP 2006 in SEOUL 【K-1 ASIA GP 決勝】                                    | 2006年6月3日   |
| ○    | 中迫強                                       | 3R終了 判定2-0                                | K-1 WORLD GP 2006 in SEOUL 【K-1 ASIA GP 準決勝】                                  | 2006年6月3日   |
| ○    | キム・ドンウック                             | 3R終了 判定3-0                                | K-1 WORLD GP 2006 in SEOUL 【K-1 ASIA GP 1回戦】                                   | 2006年6月3日   |
| ×    | カーター・ウィリアムス                       | 3R終了 判定0-3                                | K-1 WORLD GP 2006 in LAS VEGAS 【USA GP 1回戦】                                    | 2006年4月29日  |
| ×    | ゲーリー・グッドリッジ                       | 3R 1:19 TKO（左フック）                       | K-1 WORLD GP 2005 in HAWAII 【K-1 HAWAII GP 決勝】                                 | 2005年7月29日  |
| ○    | マーカス"XL"ロイスター                       | 1R 2:16 KO（左フック）                        | K-1 WORLD GP 2005 in HAWAII 【K-1 HAWAII GP 準決勝】                               | 2005年7月29日  |
| ○    | スコット・ジャンク                           | 3R 2:21 KO（右フック）                        | K-1 WORLD GP 2005 in HAWAII 【K-1 HAWAII GP 1回戦】                                | 2005年7月29日  |
| ×    | 富平辰文                                     | 1R 2:39 KO（右ハイキック）                    | K-1 WORLD GP 2005 in HIROSHIMA 【K-1 JAPAN GP 準決勝】                             | 2005年6月14日  |
| ○    | 森口竜                                       | 3R終了 判定3-0                                | K-1 WORLD GP 2005 in HIROSHIMA 【K-1 JAPAN GP 1回戦】                              | 2005年6月14日  |
| －   | カーター・ウィリアムス                       | ノーコンテスト                                | K-1 WORLD GP 2005 in LAS VEGAS 【USA GP 1回戦】                                    | 2005年4月30日  |
| ×    | モンターニャ・シウバ                         | 3R 1:03 KO（右ストレート）                    | K-1 BURNING 2004 〜沖縄初上陸〜                                                    | 2004年2月15日  |
| ○    | フランソワ・"ザ・ホワイトバッファロー"・ボタ | 3R終了 判定3-0                                | K-1 PREMIUM 2003 Dynamite!!                                                        | 2003年12月31日 |
| ○    | マティアス・リッシオ                         | 2R 2:34 KO（左フック）                        | K-1 WORLD GP 2003 決勝戦                                                           | 2003年12月6日  |
| ×    | 武蔵                                         | 延長R終了 判定0-2                             | K-1 SURVIVAL 2003 〜JAPAN GP 決勝戦〜 【JAPAN GP 決勝】                            | 2003年9月21日  |
| ○    | 天田ヒロミ                                   | 3R終了 判定3-0                                | K-1 SURVIVAL 2003 〜JAPAN GP 決勝戦〜 【JAPAN GP 準決勝】                          | 2003年9月21日  |
| ○    | ノブ・ハヤシ                                 | 延長R終了 判定2-1                             | K-1 SURVIVAL 2003 〜JAPAN GP 決勝戦〜 【JAPAN GP 1回戦】                           | 2003年9月21日  |
| ×    | バタービーン                                 | 1R 1:02 KO（左フック）                        | K-1 BEAST II 2003                                                                  | 2003年6月29日  |
| ×    | カーター・ウィリアムス                       | 2R 2:26 TKO（2ノックダウン：右フック）        | K-1 WORLD GP 2003 in LAS VEGAS 【アメリカ大陸地域予選トーナメント 準決勝】         | 2003年5月3日   |
| ○    | デューウィー・クーパー                       | 3R終了 判定2-0                                | K-1 WORLD GP 2003 in LAS VEGAS 【アメリカ大陸地域予選トーナメント 1回戦】          | 2003年5月3日   |
| ○    | ケリー・カレナ                               | 3R 1:20 KO（右ストレート）                    | K-1 BEAST 2003 〜山形初上陸〜                                                      | 2003年4月6日   |
| ×    | 中迫剛                                       | 2R 2:18 KO（左フック）                        | K-1 ANDY SPIRITS 〜JAPAN GP 決勝戦〜 【JAPAN GP 準決勝】                           | 2002年9月22日  |
| ○    | 大石亨                                       | 3R 1:47 KO（左ハイキック）                    | K-1 ANDY SPIRITS 〜JAPAN GP 決勝戦〜 【JAPAN GP 1回戦】                            | 2002年9月22日  |
| ×    | ロニー・セフォー                             | 1R 2:51 KO（右アッパー）                      | 一撃 8.10 ICHIGEKI                                                                 | 2002年8月10日  |
| ○    | 滝川リョウ                                   | 1R 3:00 KO（左ストレート）                    | K-1 WORLD GP 2002 in FUKUOKA 【オープニングファイト】                              | 2002年7月14日  |
| ○    | セドリック・コンガイカ                       | 5R終了 判定3-0                                | K-1 RISING 2002 〜静岡初上陸〜                                                     | 2002年1月27日  |
| ×    | ニコラス・ペタス                             | 1R 2:57 KO（右ローキック）                    | K-1 ANDY MEMORIAL 2001 〜JAPAN GP 決勝戦〜 【K-1 JAPAN GP 準々決勝】               | 2001年8月19日  |
| ○    | 内田ノボル                                   | 再延長R 1:15 KO（左フック）                   | K-1 SURVIVAL 2001 〜JAPAN GP 開幕戦〜 【K-1 JAPAN GP 1回戦】                       | 2001年6月24日  |
| ○    | 安部康博                                     | 3R終了 判定3-0                                | K-1 BURNING 2001 〜火の国熊本初上陸〜 【JAPAN GP チャレンジマッチ】                | 2001年4月15日  |
| ×    | リッキー・ニッケルソン                       | 2R 0:33 KO（右フック）                        | K-1 U.K. Global Heat                                                               | 2000年11月19日 |
| ○    | 依田信次                                     | 2R 2:54 KO（右ローキック）                    | K-1 WORLD GP 2000 in FUKUOKA 【オープニングファイト】                              | 2000年10月9日  |
| ○    | 中井一成                                     | 3R終了 判定3-0                                | K-1 SPIRITS 2000 【オープニングファイト】                                          | 2000年7月7日   |
| ○    | 滝川リョウ                                   | 2R 1:10 KO（3ノックダウン：右ストレート）     | K-1 BURNING 2000 【フレッシュマンファイト】                                        | 2000年3月19日  |
| ○    | 山中政信                                     | 2R 0:36 TKO                                   | K-1 RISING 2000 【フレッシュマンファイト】                                         | 2000年1月25日  |

### アマチュア
| 勝敗 | 対戦相手 | 試合結果             | 大会名                                                                                   | 開催年月日   |
| ○    | 山中政信 | 3分1R終了 判定4-0    | モンスターチャレンジ2000 ジャパンオープン 〜K-1への道〜 【K-2トーナメント重量級 決勝】   | 2000年9月3日 |
| ○    | 百瀬竜徳 | KO（左ミドルキック） | モンスターチャレンジ2000 ジャパンオープン 〜K-1への道〜 【K-2トーナメント重量級 準決勝】 | 2000年9月3日 |

## 獲得タイトル
- 第1回モンスターチャレンジ 重量級 優勝
- モンスターチャレンジ2000 重量級 優勝
- K-1 JAPAN GP 2003 準優勝
- K-1 WORLD GP 2005 in HAWAII 準優勝
- K-1 WORLD GP 2006 in SEOUL 優勝
- K-1 WORLD GP 2007 IN HONG KONG 優勝

## 入場曲
- 「Beautiful Life」 - ACE OF BASE